# Episodi di Letter to Loretta (prima stagione)
La prima stagione della serie televisiva Letter to Loretta (poi The Loretta Young Show) è andata in onda negli Stati Uniti dal 20 settembre 1953 al 30 maggio 1954 sulla NBC.
| nº | Titolo originale              | Prima TV USA      |
| -- | ----------------------------- | ----------------- |
| 1  | Trial Run                     | 20 settembre 1953 |
| 2  | The Mirror                    | 27 settembre 1953 |
| 3  | Prisoner at One O'Clock       | 4 ottobre 1953    |
| 4  | Girl on a Flagpole            | 11 ottobre 1953   |
| 5  | Turn of the Card              | 18 ottobre 1953   |
| 6  | Earthquake                    | 25 ottobre 1953   |
| 7  | The One That Got Away         | 1º novembre 1953  |
| 8  | Kid Stuff                     | 8 novembre 1953   |
| 9  | The Bronte Story              | 15 novembre 1953  |
| 10 | Thanksgiving in Beaver Run    | 22 novembre 1953  |
| 11 | Love Story                    | 29 novembre 1953  |
| 12 | Laughing Boy                  | 6 dicembre 1953   |
| 13 | The Faith of Chata            | 13 dicembre 1953  |
| 14 | The Night My Father Came Home | 20 dicembre 1953  |
| 15 | Hotel Irritant                | 27 dicembre 1953  |
| 16 | Inga                          | 3 gennaio 1954    |
| 17 | Lady Killer                   | 10 gennaio 1954   |
| 18 | Secret Answer                 | 17 gennaio 1954   |
| 19 | Big Little Lie                | 24 gennaio 1954   |
| 20 | The Hollywood Story           | 31 gennaio 1954   |
| 21 | A Family Out of Us            | 7 febbraio 1954   |
| 22 | Act of Faith                  | 14 febbraio 1954  |
| 23 | The New York Story            | 28 febbraio 1954  |
| 24 | Nobody's Boy                  | 7 marzo 1954      |
| 25 | The Count of Ten              | 14 marzo 1954     |
| 26 | The Clara Schumann Story      | 21 marzo 1954     |
| 27 | Son, This is Your Father      | 28 marzo 1954     |
| 28 | The First Man to Ask Her      | 4 aprile 1954     |
| 29 | Man's Estate                  | 11 aprile 1954    |
| 30 | Forest Ranger                 | 18 aprile 1954    |
| 31 | The Enchanted Schoolteacher   | 25 aprile 1954    |
| 32 | The Judgment                  | 2 maggio 1954     |
| 33 | Oh, My Aching Heart           | 9 maggio 1954     |
| 34 | Dear Midge                    | 16 maggio 1954    |
| 35 | Something Always Happens      | 23 maggio 1954    |
| 36 | Lady in Wet Paint             | 30 maggio 1954    |

## Trial Run
- Prima televisiva: 20 settembre 1953
- Diretto da: Robert Florey
- Scritto da: Willis Goldbeck, Dwight Taylor

### Trama
- Guest star: Loretta Young (Carol Brown), George Nader (Keith Warren), Jorja Curtright (Barbara Parlow), Ellen Corby (Jennie), Katherine Warren (Mrs. Warren), Don Beddoe (zio Charles), Gail Bonney (Zia Eleanor), Margaret Seddon (Zia Grace), Stanley Andrews (zio Ben), Vince Townsend (Porter)

## The Mirror
- Prima televisiva: 27 settembre 1953

### Trama
- Guest star: Loretta Young (Wife), George Nader (Husband), Betty Lou Gerson (Neighbor)

## Prisoner at One O'Clock
- Prima televisiva: 4 ottobre 1953
- Diretto da: Robert Florey
- Scritto da: Gene Levitt

### Trama
- Guest star: Loretta Young (May Ranson), Bruce Bennett (Seth Ranson), Frank Ferguson (Marc Thatcher), William Campbell (Will Gaines), Robert Foulk (Higgins), Jeffrey Silver (Newsboy), Ray Walker (postino)

## Girl on a Flagpole
- Prima televisiva: 11 ottobre 1953

### Trama
- Guest star: Loretta Young (Jenny), Craig Stevens (Marc Mercer), Paul Langton (Fred), Frances Brandt (nonna), George McKenna (Al)

## Turn of the Card
- Prima televisiva: 18 ottobre 1953

### Trama
- Guest star: Loretta Young (Nancy Hamilton), Anthony Caruso (Don Hubbard), Geraldine Carr (Sheila), Benny Rubin (Smith), Lillian Culver (Mrs. Wilcox), Isabelle Dwan (donna), Hal Gerard (Deck Steward), William Hudson (ufficiale Junior)

## Earthquake
- Prima televisiva: 25 ottobre 1953
- Diretto da: Robert Florey
- Scritto da: Gabrielle Upton

### Trama
- Guest star: Loretta Young (Emily Pierson), John Agar (Lloyd Pierson), Dorothy Adams (Gwen), Paul Langton (Roy), Robert Foulk (Power Man), Phil Chambers (pompiere), Virginia Eiler (Operator #2), Diane Fortier (Operator #3), Elaine Williams (Operator #1)

## The One That Got Away
- Prima televisiva: 1º novembre 1953
- Diretto da: Robert Florey

### Trama
- Guest star: Loretta Young (Helen Talbot), Richard Travis (Stan Talbot), Michael Hathaway (Jerry Worth), Sandra Gould (Molly), Helen Morgan (Sally), Burt Mustin (nonno)

## Kid Stuff
- Prima televisiva: 8 novembre 1953
- Diretto da: Robert Florey
- Scritto da: Richard Morris, Ken Englund

### Trama
- Guest star: Loretta Young (Amanda Carrington), Lee Aaker (Myron Carrington), George Nader (Steve Baxter), Noreen Corcoran (Natalie), Mabel Albertson (Miss Jo)

## The Bronte Story
- Prima televisiva: 15 novembre 1953
- Diretto da: Robert Florey
- Scritto da: DeWitt Bodeen

### Trama
- Guest star: Loretta Young (Charlotte Bronte), Hugh Beaumont (Arthur Nicholls), Alan Napier (Bronte), Natalie Schafer (Mary)

## Thanksgiving in Beaver Run
- Prima televisiva: 22 novembre 1953

### Trama
- Guest star: Loretta Young (Betty Taylor), Dick Foran (Phil), William Campbell (Joe), Hugh Corcoran (Billy), Terry Frost (sceriffo), John Smith (Art), Ralph Votrian (McGee), William Fawcett (Station Master)

## Love Story
- Prima televisiva: 29 novembre 1953
- Diretto da: Robert Florey
- Soggetto di: George Bradshaw, Robert Thomsen

### Trama
- Guest star: Loretta Young (Jane Seaton), Robert Strauss (Hap), Donald Murphy (Rick), Michael Hathaway (Jack Grainger), James Dobson (Assistant Director), Cicely Browne (infermiera), Walter Coy (dottore)

## Laughing Boy
- Prima televisiva: 6 dicembre 1953
- Diretto da: Robert Florey
- Scritto da: William Bruckner

### Trama
- Guest star: Loretta Young (Kitty Coughlin), Carl Benton Reid (Coughlin), Alex Nicol (Walter Stone), Louise Lorimer (Mrs. Coughlin), Walter Reed (Paul), John Harmon (Tramp), Pamela Duncan (Stacey)

## The Faith of Chata
- Prima televisiva: 13 dicembre 1953
- Diretto da: Robert Florey
- Scritto da: Gene Levitt

### Trama
- Guest star: Loretta Young (Paula), Christopher Dark (prete), Nancy Gilbert (Chata), Harry Bartell (dottore), Martin Carralaga (Dominguez), Anthony Roux (Enrique)

## The Night My Father Came Home
- Prima televisiva: 20 dicembre 1953
- Diretto da: Robert Florey
- Scritto da: Richard Morris
- Soggetto di: Jeanne Melton

### Trama
- Guest star: Loretta Young (Irene Dodds), Christopher Dark (Al), Hugh Corcoran (Joey Dodds)

## Hotel Irritant
- Prima televisiva: 27 dicembre 1953
- Diretto da: Robert Florey
- Scritto da: Richard Morris
- Soggetto di: Phyllis Parker, Henry Staudigl

### Trama
- Guest star: Loretta Young (Sally Webster), George Nader (Newton Ralston), Frances Bavier (Mrs. Logan), Theodore Von Eltz (Vincent), Adrienne Marden (Waitress), Syd Saylor (cameriere)

## Inga
- Prima televisiva: 3 gennaio 1954
- Diretto da: Robert Florey
- Scritto da: Devery Freeman
- Soggetto di: Cameron Blake

### Trama
- Guest star: Loretta Young (Inga Helborg), Donald Murphy (Ben Cabot), Stanley Clements (Charlie), Robert Emmett O'Connor (Lowell), Forrest Lewis (Pfeiffer), Kathleen Freeman (Jessie), Robert Foulk (Hank), Paul Brinegar (Pete), Mack Williams (Mundie), Roy Lennert (Gillis), Paul Keast (Man)

## Lady Killer
- Prima televisiva: 10 gennaio 1954
- Diretto da: Robert Florey
- Scritto da: William Bruckner

### Trama
- Guest star: Loretta Young (Peggy Lincoln), Whitfield Connor (Grant Benton), Walter Coy (D. A. Longman), James Flavin (McNamara), Hope Miller (Stewardess), Queenie Leonard (Bella), Phil Tead (impiegato), Anthony Warde (detective), Chuckie Bradley (Landlady)

## Secret Answer
- Prima televisiva: 17 gennaio 1954

### Trama
- Guest star: Loretta Young (Alva Knox), Paul Langton (Norville Knox), John Hubbard (Glenn), Donald Curtis (Hank)

## Big Little Lie
- Prima televisiva: 24 gennaio 1954

### Trama
- Guest star: Loretta Young (Ruth Hartman), Beverly Washburn (Ellen Hartman), Jeanette Nolan (Zia Lily), Helene Hatch (Miss Ford), Isa Ashdown (Dora Carpenter)

## The Hollywood Story
- Prima televisiva: 31 gennaio 1954

### Trama
- Guest star: Loretta Young (Girl), William Bishop

## A Family Out of Us
- Prima televisiva: 7 febbraio 1954
- Diretto da: Robert Florey
- Scritto da: Richard Morris

### Trama
- Guest star: Loretta Young (madre), Kenneth Tobey (padre), David Sobey (Son), Lurene Tuttle (nonna)

## Act of Faith
- Prima televisiva: 14 febbraio 1954

### Trama
- Guest star: Loretta Young (Lenore Kent), Eddie Albert (Lionel), Frieda Inescort (Mabel)

## The New York Story
- Prima televisiva: 28 febbraio 1954

### Trama
- Guest star: Loretta Young (Marcy Thorne), Frank Wilcox (Justin Thorne), Billy Chapin (Robbie Thorne), Paul Picerni (Lawrence Delaney), Mabel Albertson (Miss Blaine), Theresa Harris (Lulu), Emlen Davies (Lydia Davis)

## Nobody's Boy
- Prima televisiva: 7 marzo 1954
- Diretto da: Robert Florey
- Scritto da: Gene Levitt

### Trama
- Guest star: Loretta Young (Miss Springs), Peter Reynolds (Joe Gordon), Chick Chandler (Jack Robbins), Peter Brocco (Joe Perry), Morris Ankrum (giudice), Argentina Brunetti (Mrs. Farenzi), Norman Ollestad (Pete), Leon Burbank (Vic), Benny Collins (Ed)

## The Count of Ten
- Prima televisiva: 14 marzo 1954
- Diretto da: Robert Florey
- Scritto da: William Bruckner
- Soggetto di: Eustace Cockrell

### Trama
- Guest star: Loretta Young (Maddie Tipton), Eddie Albert (Tiger Tipton), Jesse White (Nick Pulaski), Dayton Lummis (dottore), Chick Chandler (Joe Johnson), Jimmy Edwards (Champ), Ralph Volkie (Referee), Marion Ross (infermiera), Bill Welsh (annunciatore), Bob Perry (Timekeeper)

## The Clara Schumann Story
- Prima televisiva: 21 marzo 1954
- Diretto da: Robert Florey
- Scritto da: Jean Holloway

### Trama
- Guest star: Loretta Young (Clara Schumann), George Nader (Robert Schumann), Carleton Young (dottore), Shelley Fabares (Marie Schumann), Walter Flannery (Boy)

## Son, This is Your Father
- Prima televisiva: 28 marzo 1954
- Diretto da: Robert Florey
- Scritto da: Margaret Buell Wilder
- Soggetto di: Catharine Barrett

### Trama
- Guest star: Loretta Young (Virginia Dickerson), Norman Ollestad (Scott Dickerson), Alan Hale, Jr. (Leon), Vivi Janiss (Dora), Frances Bavier (Zia Mary), Stuffy Singer (Scott age 10), Earl Robie (Scott age 7)

## The First Man to Ask Her
- Prima televisiva: 4 aprile 1954
- Diretto da: Robert Florey
- Scritto da: Lemora Mattingly Weber, Barbara Merlin

### Trama
- Guest star: Loretta Young (Eudora), Jock Mahoney (Andy), Frances Bavier (Mag), John Hoyt (professore Dagnusen)

## Man's Estate
- Prima televisiva: 11 aprile 1954

### Trama
- Guest star: Loretta Young (Stepmother), Robert Ellis (Tom), Douglas Kennedy (Roger Stevens)

## Forest Ranger
- Prima televisiva: 18 aprile 1954
- Diretto da: Robert Florey
- Scritto da: Jack Natteford, Luci Ward

### Trama
- Guest star: Loretta Young (Norma Kelvin), Bruce Cowling (John Kelvin), Christopher Dark (Matt Rowley), Robert Foulk (Headquarters), Harry Lauter (Dailey), Steve Wyman (Bradley)

## The Enchanted Schoolteacher
- Prima televisiva: 25 aprile 1954

### Trama
- Guest star: Loretta Young (Harriet Patton), George Nader (Charles Diebold), Earl Robie (Johnny Diebold)

## The Judgment
- Prima televisiva: 2 maggio 1954

### Trama
- Guest star: Loretta Young (Dora Whiting), John Howard (Phillip Whiting), Peter Brocco (Joe Miller), Mae Clarke (Rose Miller), George Eldredge (Jowett), Robert Bice (Cop)

## Oh, My Aching Heart
- Prima televisiva: 9 maggio 1954
- Diretto da: Robert Florey
- Scritto da: Paul Franklin

### Trama
- Guest star: Loretta Young (Nora/Lorraine Patrick), George Nader (Barry Kendall), Don Beddoe (Bill Holmes), Sally Blane (Marge), Barbara Logan (impiegato)

## Dear Midge
- Prima televisiva: 16 maggio 1954
- Diretto da: Robert Florey
- Scritto da: Devery Freeman

### Trama
- Guest star: Loretta Young (Midge), William Frawley (Sam), Connie Gilchrist (Tootsie), Gerald Mohr (Willie Sheepshead), Patrick O'Neal (Jerry Flynn), Billy Gray (Nick Monti), Frank Ferguson (Creavy), Paul Maxey (Goldie)

## Something Always Happens
- Prima televisiva: 23 maggio 1954

### Trama
- Guest star: Loretta Young (Teddy Butler), Jeri Lou James (Penny Butler), Lamont Johnson (Mark Hastings), Howard Wendell (Laugherty)

## Lady in Wet Paint
- Prima televisiva: 30 maggio 1954

### Trama
- Guest star: Loretta Young (Ann Colton), Jeff Morrow (George Travis), Anthony Numkena (Tawa), Elman Bahnimtewa (Owaho)